# Силви Вартан
Силви Вартан (на френски: Sylvie Vartan) е певица от унгаро-българо-арменски произход и е една от първите рок певици във Франция; известен период е била съпруга на Джони Холидей. Записала е над 65 албума, 1500 песни и има продадени над 50 милиона плочи и диска. Била е на кориците на списания 2000 пъти (повече от Бриджит Бардо и Катрин Деньов) и е френската певица номер едно с концерти и публика по целия свят.

## Биография
Силви Вартан е родена на 15 август 1944 г. в софийското село Искрец – най-близкото място с медицински център в близост до Лакатник, където баща ѝ, Жорж Вартанян, евакуира семейството си (жена, деца и родители) поради бомбардировките на София. Неговата майка е българка, а баща му – арменец. В София по това време той работи във френското посолство и през седмицата е на работа, а събота и неделя е при семейството си в Лакатник. Майката на Силви, Илона, е дъщеря на архитекта Рудолф Майер, потомък на унгарски евреи, който след Първата световна война идва да работи в София. Семейството „скъсява“ фамилното име от Вартанян на Вартан, което звучи по-френски.
След войната семейството се завръща в София, където Силви и брат ѝ Еди прекарват „българското“ си детство, първоначално в къщата на дядото и бабата, а после с родителите в самостоятелен апартамент. Често водят Силви на детски театрални спектакли и мюзикъли, които оставят незаличимо впечатление в нея; тогава се заражда мечтата ѝ да играе на сцената. Първата ѝ изява е съвсем малка, в коледен спектакъл във френското посолство. През 1950 година филмовият режисьор Дако Даковски, който е приятел на баща ѝ, ѝ предлага ролята на ученичка във филма „Под игото“. Това укрепва мечтата на Силви да бъде актриса.
„Всичко, което обичам и уважавам, го научих тук, в София“, пише с любов певицата десетилетия по-късно, но помни и тежката обществена атмосфера. „Спомням си как с майка ми се редяхме в продължение на часове на опашка за парче хляб. Комунистите бяха ужасни. Веднъж един от тях зашлеви шамар на майка ми, защото не ръкопляскала достатъчно силно на някакъв оратор“ – спомня си тя след много години; спомня си и за изчезналите познати. В малкия им апартамент са настанени партийни функционери, семейството е изтласкано в една стая. Когато остават и без работа, родителите осъзнават, че най-добре за тях и за децата им е да се опитат да напуснат България и баща ѝ Жорж започва да прави опити да уреди семейството да замине за Франция. Макар и много трудно, успява да постигне това, защото е роден във Франция и има право да получи френско гражданство.
Семейството пристига в Париж на 24 декември 1952 година и седемгодишната Силви остава заслепена от френската столица. „Всичко беше толкова празнично украсено, в сравнение с мрачната София, Париж блестеше така, че ми се завиваше свят от всичките гирлянди и елхи“, разказва певицата.
Първоначално семейство Вартан живее в хотел Lion d'Argent, в близост до халите, където баща ѝ си намира работа, а после в Angleterre Hotel, където 4 години живеят в една-единствена стая, защото само това позволява финансовото им състояние. Но въпреки трудностите, „мама и татко бяха въодушевени, че са спасени, свободни и нищо не ги обезкуражаваше или отблъскваше. Веднага след пристигането ни във Франция придобих това чувство и щях да го запазя години наред“ Чак след години успяват да се преместят в апартамент в предградието на Париж Клиши су боа.
Братът на Силви, Еди (Едуар) Вартан, който е 7 години по-възрастен от нея, става студент по право, но още от дете интересите му са в областта на музиката. Той свири на пиано, валдхорна, тромпет; обича много джаза, участва в джаз-оркестър и прави впечатление в тези среди. Без колебание напуска университета, когато френският му приятел Франк Тено (Frank Ténot), директор на Джаз Магазин, водещ и на предаване за джаза по Европа 1 заедно с Даниел Филипачи, му предлага работа там. Еди работи и в Decca, „Ар Си Ей Рекърдс“ (с тази компания има договор Елвис Пресли) и успява да спомогне за преместването на семейството през 1959 г. в самия Париж (Avenue Michel Bizot), където кипи музикалният живот. Благодарение на него Силви, още ученичка, открива един нов свят и начин на живот; слуша не само най-новите записи, често току-що донесени от чужбина, но и гледа на живо концертите на големи изпълнители в зала Олимпия. Любима нейна изпълнителка по това време е Бренда Лий, която е на нейната възраст, но вече световноизвестна.
През 1961 година Еди предлага на сестра си да запише песента „Panne d'essence“ в дует с Франки Жордан, защото певицата, която трябвало да участва, се е отказала. Така Силви Вартан за първи път влиза в звукозаписно студио и като на шега прави записа. Песента става летен хит, но името на Силви е с мънички букви и не я забелязват. Тя няма намерение да става певица – мечтае да бъде актриса. дна покана от телевизията обаче за изпълнение на същата песен преобръща всичко – четири-пет милиона зрители я виждат и за един ден тя става звезда. Следва самостоятелна плоча („Quand le film est triste“), отново покана в телевизията и първа поява на сцената на прочутата зала „Олимпия“ (декември 1961). Тя е подгряваща певица, излиза пред публиката преди концерта на Венс Тейлър и магията да бъде на сцената, макар и не като актриса, я завладява. На този концерт брат ѝ Еди е заедно със свой приятел – също изгряваща френска звезда – Джони Холидей. Когато зърва Силви, Джони палаво подшушва на ухото на батко ѝ: „Виж каква красавица, какво ли не бих правил с нея.“ Години по-късно той казва: „Щях да потъна в земята от срам, не можех да погледна Еди в очите“, когато разбира, че това е сестрата на приятеля му. А Силви едва го забелязва, защото е влюбена в друг. 
По това време тя все още е ученичка, в медиите я наричат „колежанката на туиста“. Огромната ѝ, светкавично нарастнала популярност и очертаващите се перспективи водят до решението да напусне училище и да продължи с музикалната кариера. „Пеенето? Не смятах да ми стане професия, чаках възможността да се обърна към театъра или киното“. Оттук нататък нейната кариера се движи във възходяща линия; освен талантлива изпълнителка, тя е и хубаво момиче, много артистично, което публиката гледа с удоволствие.
Няколко месеца по-късно двамата отново се срещат, следва първото им съвместно турне, който се оказва истински хит. По време на това турне започва тяхната любовна връзка. Публиката ги обича, наричат ги „златната двойка на Франция“, но двамата твърдят, че са само добри приятели и нищо повече. Една година след срещата им в зала „Олимпия“ двамата за пръв път разкриват, че се обичат и че са се сгодили. „Любовта ни беше луда, бяхме млади и напълно в плен на чувствата си. И до ден днешен не знам от какво е направен този човек. Връзката ни беше като огън, горя буйно, но остави след себе си само пепел“ – разказва днес Силви.
В края на 1963 година годениците посещават Ню Йорк, а Силви отива в Нашвил, за да запише плоча с групата The Jordanaires, която работи и с Елвис Пресли. В тази плоча са два от най-големите хитове на Силви Вартан: Si je chante и La plus belle pour aller danser.
Когато в края на 1964 година Джони Холидей отбива военната си служба, Силви прави своя истиски кино-дебют играейки във филма „Patate“ („Картоф“) заедно с Жан Маре. След този филм известни френски филмови режисьори, между които Годар, искат да снимат филми с нея, но докато Силви е на турне, нейният агент-мениджър отказва всички предложения без дори да ѝ съобщи за това. Когато по-късно тя научава за всички тези пропуснати възможности е просто съкрушена. Ще изминат цели 30 години преди тя да получи нов шанс да се снима във филм на голям френски режисьор.
През това време Силви пее все по-добре и музикалната ѝ кариера се развива все по-успешно. Има вече изграден собствен музикален стил и работи с изявени талантливи музиканти. Отива отново в Ню Йорк за да запише своя пръв американски албум „A gift wrapped from Paris“, който после бива издаден в Германия, Япония, Южна Америка и САЩ (но не във Франция). За да рекламира албума си, Силви Вартан участва в най-популярните по това време телевизионни шоута в Щатите като „Шоуто на Ед Съливан“, „Hullaballooh“ и „Shindig“. През тази година Силви обикаля света с концерти в Канада, Япония, Южна Америка и дори в Полинезия.

### Брак с Джони Холидей
Сватбата на Силви Вартан и Джони Холидей (известен като „лошото момче на Франция“ и „френският Елвис-Пресли“) е на 12 април 1965 година в Локонвил (Loconville), Франция, където родителите на Силви са се установили да живеят. Брачната церемония трябвало да бъде тайна и интимна, но свещеникът който ги венчава не запазва тайната и повече от 2000 души се стичат на церемонията, между които 180 папараци-фотографи. Сватбата на „златната двойка“ предизвиква масова истерия във Франция, на следващия ден младоженците са на първите страници на всички вестници и списания в страната. Лудо влюбените младоженци заминават на романтичен меден месец в Лас Палмас, Канарски острови.
След завръщането им във Франция, Джони трябва да се върне в казармата където доотбива военната си служба, а Силви поставя началото на своя фен-клуб. След отбиването на военната служба на Джони, те започват съвместно телевизионно шоу по френската телевизия, а в Англия дават „кралско“ шоу на което почетен гост в залата е самата кралица Елизабет Втора. Следват съвместни турнета, които жънат успехи из цял свят. Силви и Джони се превръщат в най-големите звезди на Франция.
През 1966 година Силви е бременна и намалява темпото на работа като записва само няколко песни, но основно отмаря в къщата на родителите си в Локонвил. На 14 август 1966 се ражда сина им Дейвид. Джони е на върха на щастието с красивата си жена и новородения си син, но сякаш не иска да осъзнае, че вече е баща. Когато бебето е едва на няколко месеца, таткото изглежда вече отегчен от него. Вместо да сменя пелени, Джони предпочита да излиза с приятели, да пие и да се забавлява със съмнителен антураж. Когато през октомври Силви трябва да замине на турне в Турция, тя оставя бебето на грижите на майка си в Локонвил.
Няколко месеца по-късно гуляите на Холидей ѝ идват в повече и Силви иска развод. Вестта, че Силви е подала молба за развод, Джони научава докато се забавлява с антуража си в парижко кабаре. Той е съкрушен от новината, прибира се в празния им апартамент, заключва се в банята и се нагълтва с приспивателни в опит да се самоубие. Щом научава за това, Силви веднага изтичва в болницата при Джони и му обещава, че няма да го напусне. Разводът е отложен.
През 1967 година сякаш всичко между Силви и Джони е окей, те пътуват заедно до Бразилия и решават да дадат съвместни концерти в зала „Олимпия“ в Париж. Но през април 1968 г. Силви преживява катастрофа, при която колата ѝ е блъсната от друг автомобил. Тя самата е леко ранена, но спътничката ѝ Мерцедес загива при катастрофата. Минава доста време докато Силви психически се възстанови от шока, чак през декември, след повече от половин година, тя е в състояние да се завърне на сцената, както и да започне ново турне. Така през юни 1969 г. Силви е на турне в Африка – Сенегал, Конго[ неясно? ] и Мароко.
Силви и Джони записват съвместна плоча („Les hommes“) и имат намерение за съвместно турне. Но намерията им не се осъществяват, защото заедно преживяват сериозна автомобилна катастрофа. На 21 февруари 1970 г. тя и Джони бързат за концерт в Безансон, студено е, пътят е заледен. Джони шофира автомобила и за да не закъснеят за концерта, натиска газта до дупка. Въпреки че Силви се притеснява от високата скорост, той не намалява. Внезапно губи контрол над автомобила, който изхвърчава от пътя и се блъска в дърво. Щом се свестява, той се оглежда и вижда до себе си окървавената си съпруга. Силви изглежда толкова зле, че той я мисли за мъртва. Самият той се отървава само с няколко драскотини, но съпругата му е обезобразена, лицето ѝ е накълцано от дълбоки рани. „Това беше най-ужасното ми преживяване – с ужас си спомня Силви. Събудих се в болницата, погледнах се в огледалото и не можах да се позная – бях обезобразена“. След като прекарва два месеца в болница в Париж, Силви е в достатъчно добро състояние, за да може да издържи пътуване до САЩ. Там я поемат най-добрите пластични хирурзи по това време, които в продължение на месеци се борят, за да спасят лицето ѝ в клиника в Ню Йорк. По това време се запознава с хореографа на Барбра Страйсънд – Джоджо Смит, което е началото на нова кариера за нея.
Междувременно бракът с Джони се клати, през следващите години в медиите неколкократно се появяват съобщения, че са в развод. През 1978 година новината за развода им отново се появява в медиите, на което Джони реагира, заявявайки, че все още обича жена си, но Силви запазва мълчание. По-късно Силви казва в интервю, че е решила да запази мълчание в името на сина си, но че не може да „украси“ миналото и да го направи по-розово, отколкото е. Връзката им е обречена, през годините те се събират и разделят десетки пъти. „Направих всичко възможно да запазя семейството ни. Исках Дейвид да расте до баща си. От любовта ни с Джони обаче не беше останало нищо“.
И така, през ноември 1980 г., след като в продължение на години са се разделяли и събирали отново, най-сетне идва края на връзката им. „Златната двойка“ на Франция се развежда, този път раздялата е окончателна.

### Нова любов
Силви продължава да гради солова кариера. Тя вече е популярна в цял свят, канят я да изнася концерти на всички континенти. Една година след развода с Джони Холидей Силви среща любовта отново. През 1981 г. тя е поканена да журира на конкурс в Япония, а колега в журито е американският продуцент от италиански произход Тони Скоти. „Любовта е като цигара, щом изгори, можеш да запалиш нова“, казва днес Силви. Певицата и Скоти и до днес живеят щастливи заедно. Той я придружава навсякъде и се грижи за кариерата ѝ, тя намира у него опора и най-вече спокойствие. От 1997 г. двамата се грижат за българчето Дарина, което осиновяват.

## Благотворителност в България
Силви Вартан развива активна благотворителна дейност в родната си България. През 2014 година Силви Вартан получава знака почетен гражданин на София. 
На 25 април 2014 г. Силви Вартан е наградена с „Медал за човеколюбие“ на БЧК за изключителен принос към хуманитарните каузи на организацията. Тя беше лице на две поредни благотворителни кампании по Програма „Топъл обяд“, които осигуряват безплатна храна на ученици в неравностойно положение от цялата страна.

## Биографични книги
Силви Вартан има издадени две автобиографични книги. Първата „Между сянката и светлината“ разказва за софийското ѝ детство, за първите години в тясната хотелска стая в Париж, за любовта си с Джони Холидей и за истинската връзка между София и Париж – Дарина, българската дъщеря на Силви, която тя и съпругът ѝ Тони Скоти осиновяват.
Вторият биографичен роман „Дума по дума“ е издаден на 7 април 2014 година. В него Силви Вартан разкрива душата си и разказва на феновете всичките си съкровени тайни.

## Албуми
- 1962: Sylvie
- 1963: Twiste et chante
- 1964: A Nashville
- 1965: A Gift Wrapped From Paris
- 1966: Ily a deux filles en moi
- 1967: 2'35 de bonheur
- 1967: Comme un garçon
- 1968: La Maritza
- 1970: Aime moi
- 1971: Sympathie
- 1973: J'ai un problème
- 1974: Shang shang a lang
- 1976: Qu'est-ce qui fait pleurer les blondes?
- 1976: ta sorcière bien aimée
- 1977: Georges
- 1978: Fantaisie
- 1979: I Don't Want The Night To End
- 1979: Déraisonnable
- 1980: Bienvenue solitude
- 1981: Ça va mal
- 1981: Au Palais des Sports – Live
- 1982: De choses et d'autres
- 1982: In Las Vegas – Live
- 1983: Danse ta vie
- 1983: Palais des Congrès – Live
- 1984: Des heures de désir
- 1985: Made in USA
- 1986: Virage
- 1989: Confidanses
- 1990: Enregistrement public à Sofia – Live
- 1992: Vent d'Ouest
- 1994: Sessions acoustiques
- 1995: Au Casino de Paris – Live
- 1996: Toutes les femmes ont un secret
- 1997: Sylvie Vartan à l'Olympia – Live
- 1998: Sensible
- 1999: Irrésistiblement... Sylvie – compilation de duos TV
- 1999: Olympia/Tour de siècle – Live + DVD
- 2004: Sylvie
- 2005: Palais des Congrès – Live + DVD
- Années RCA: Intégrale studio (1961/1986)
- Années RCA: Intégrale Live (1970/1983)

## Филми
- 2025: Ma mère, Dieu et Sylvie Vartan
- 2001: Mausolée pour une garce
- 1994: L'Ange noir
- 1972: Absences répétées
- 1972: Malpertuis
- 1967: Les Poneyttes
- 1964: Patate
- 1964: Cherchez l'idole
- 1963: D'où viens-tu Johnny ?
- 1962: Un clair de lune à Maubeuge

## Книги (автобиографии)
- Entre l'ombre et la lumière (2004) – с Лионел Дюроа
Между сянката и светлината, изд.: ИК „Слънце“, София (2004), прев. Даниела Костова
- Mot à mot (2012)
Дума по дума, изд.: ИК „Колибри“, София (2014), прев. Венелин Пройков
- Maman... – с Лионел Дюроа
Мама..., изд.: ИК „Колибри“, София (2016), прев. Румяна Маркова